# Мелентьєва Марія Володимирівна

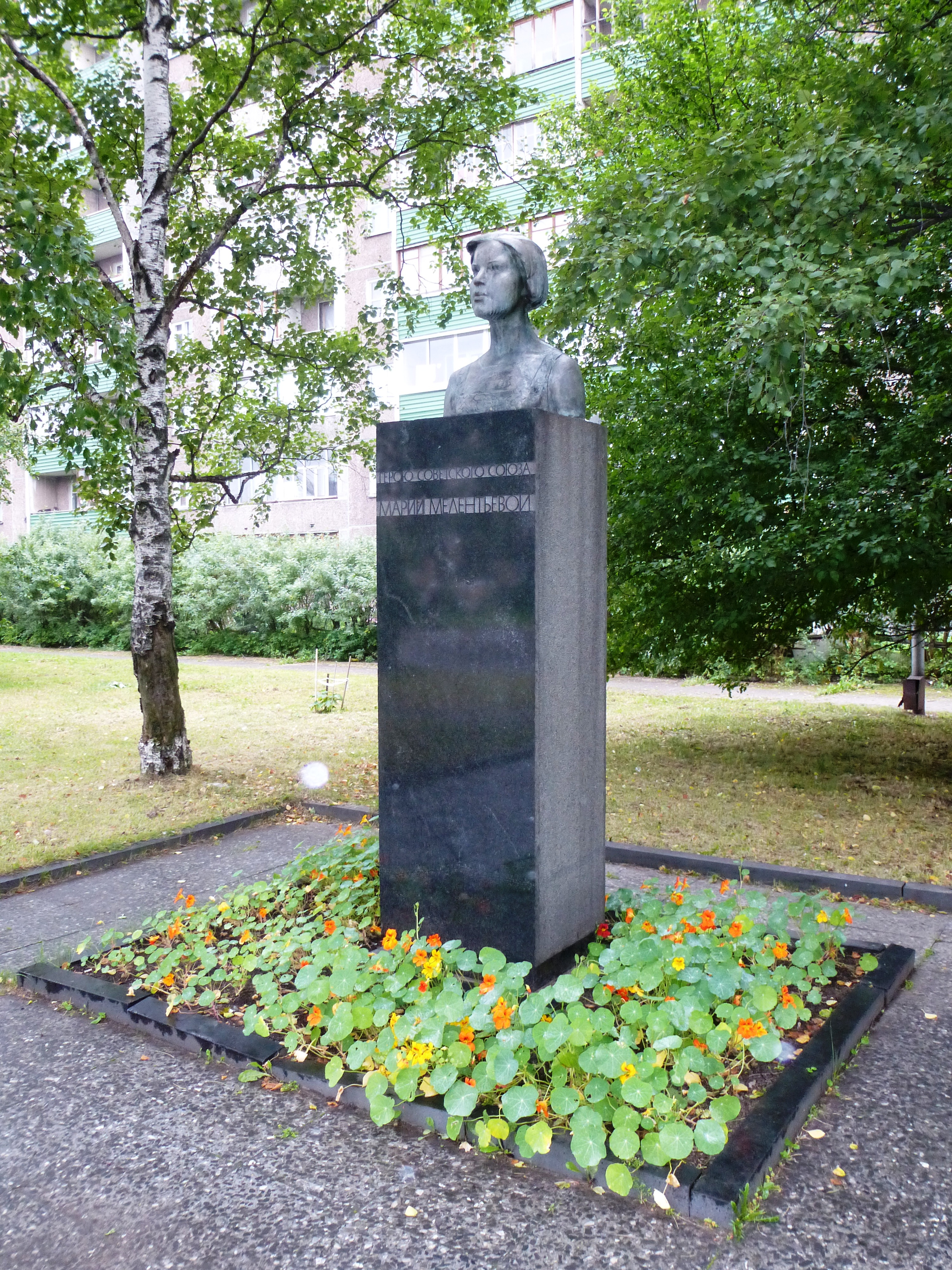
Бюст Марії Мелентьєвої в Петрозаводську

Марія Володимирівна Мелентьєва (нар. 24 січня 1924, Пряжа, Автономна Карельська РСР — пом. 2 липня 1943, хутір Топорна Гора, Сегозерський район, Карело-Фінська РСР) — партизанка, зв'язкова Центрального Комітету Комуністичної партії і інструкторка Центрального Комітету комсомолу Карело-Фінської Радянської Соціалістичної Республіки. Герой Радянського Союзу. Нагороджена орденом Леніна, орденом Червоної Зірки.

## Ранні роки
Народилася в 1924 році в селі Пряжа, в селянській родині. За національністю карелка. Закінчила школу в селі Пряжа. Працювала санітаркою в госпіталі в Сегежі.

## Німецько-радянська війна
Учасниця німецько-радянської війни з 1942 року.
В червні 1942 року Марія Мелентьєва та Анна Лисицина були направлені в окупований фінами Шелтозерський район. Вони організували там явки для підпільних комітетів, зібрали відомості про окупаційний режим, розташування вогневих точок і оборонних споруд противника і встановили контакт з населенням. При поверненні додому Ганна Лисицина загинула при переправі через річку Свір, а Марія Мелентьєва, переплила річку та доставила важливу інформацію. Восени того ж року Мелентьєва була знову направлена в тил ворога з групою розвідників, але, в результаті зради місцевого жителя, була заарештована фінськими окупантами в селі Топорна Гора Медвеж'єгорського району і розстріляна.
Похована в селі Топорна Гора Медвеж'єгорського району Республіки Карелія.
Указом Президії Верховної Ради СРСР від 25 вересня 1943 року за мужність і героїзм, проявлені при виконанні відповідальних завдань, Мелентьєва Марія Володимирівна посмертно удостоєна звання Героя Радянського Союзу.

## Нагороди
- Медаль «Золота Зірка»[2].
- орден Леніна;
- орден Червоної Зірки.

## Увічнення пам'яті
- Пам'ятки:

- бюст у селищі міського типу Пряжа.
- погруддя в місті Петрозаводську на вулиці імені Марії Мелентьєвої.

- Меморіальні дошки:

- дві меморіальні дошки в Петрозаводську.
- меморіальна дошка в Пряжі на будинку, де проживала Марія Мелентьєва (Радянська вулиця).

- Ім'я Героя викарбовано в меморіалі пряжинців, загиблих у роки воєн.
- Портрет і ім'я героя висічені в Галереї Героїв Радянського Союзу — уродженців Карелії, в Петрозаводську. Поряд з галереєю висаджено дерево на честь Марії Мелентьєвої.
- Ім'ям М. В. Мелентьєвої були названі Пряжинська середня школа[3], вулиця в Петрозаводську, буксирний пароплав, сейнер Петрозаводського рибокомбінату, буксирний теплохід Біломорсько-Онезького пароплавства, кілька піонерських загонів і дружин[2].
- На батьківщині Марії Мелентьєвої в селищі Пряжа був відкритий музей.
- Їй та Ганні Лисициній присвячені п'єса Олександра Олександровича Іванова «Це було в Карелії» і нарис Геннадія Фіша «Подруги».